# خليل آل علي
خليل آل علي (مواليد 21 ديسمبر 1984، لاعب كرة قدم إماراتي يجيد اللعب في الدفاع .
لعب سابقاً مع نادي الجزيرة الحمراء ونادي الرمس ونادي الإمارات ونادي مسافي ونادي دبا الفجيرة ونادي الظفرة نادي اتحاد كلباء .

## روابط خارجية
- خليل آل علي على موقع قاعدة بيانات كرة القدم.إي يو (الإنجليزية)
- خليل آل علي على موقع Soccerway.com (الإنجليزية)